# Lab

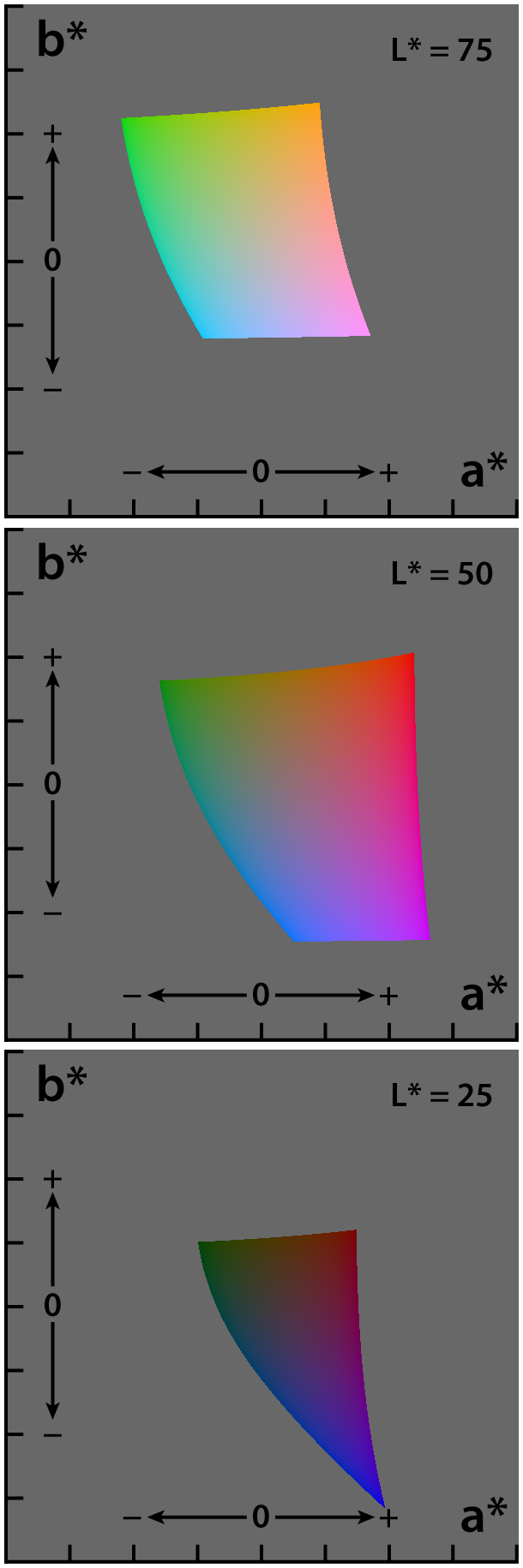
CIE 1976 (L*, a*, b*) колірний простір (CIELAB), показує тільки кольори, які відповідають в sRGB моделі (і саме тому можуть бути відображені на дисплеї). Вісь кожного квадрата змінюється в діапазоні від −128 до 128.

Lab — система задання кольорів, що використовує як параметри світлосилу, відношення зеленого до червоного та відношення синього до жовтого. Ці три параметри утворюють тривимірний простір, точки якого відповідають певним кольорам.
Колірна модель L*a*b розроблялась як апаратно-незалежна, тобто вона задає кольори без врахування особливостей відтворення кольорів. Має три параметри для опису кольору: світлосила L (англ. Lightness) — рівень освітлення сцени та два хроматичні параметри. Перший (умовно позначений латинською літерою a) вказує на співвідношення зеленої і червоної складової кольору, другий (позначений літерою b) — співвідношення синьої та жовтої складової.

## Історія Lab
В 1931 році після серії експериментів з оцінки сприйняття кольору людським оком Міжнародна комісія з освітленості розробила стандарт CIE 1931 XYZ. Цей колірний простір містить всі кольори, що сприймає людина. Щоб усунути нелінійність XYZ, в 1960 році Девід Мак-Адам запропонував використовувати простір CIE 1964 color space. В 1964 році Вішецьким була запропонована модель U*V*W. У 1966 році був запропонований Hunter L,a, b, а в 1976 році, після усунення деяких розбіжностей, була розроблена модель CIE L*a*b*, яка на даний час є міжнародним стандартом.
У всіх колірних просторах намагались зменшити нелінійність зміни кольору в різних частинах області колірного охоплення, але ідеального, з цієї точки зору, стандарту так і не з'явилося. В Hunter Lab спостерігається стиснення в жовтій частині і розширення в синій. В CIELAB, хоч вона і розроблена на основі Hunter Lab і повинна була усунути основні недоліки, відзначається розширення в жовтій частині. Обидва колірні простори обчислюються з простору CIE 1931 XYZ, але перетворення в CIELAB здійснюється з використанням кубічних коренів, у той час як Hunter Lab використовує квадратні.

## Формули визначення координат CIELAB
Перетворення XYZ -> L*a*b*
{\displaystyle L^{*}=116\,f(Y/Y_{n})-16}
{\displaystyle a^{*}=500\,[f(X/X_{n})-f(Y/Y_{n})]}
{\displaystyle b^{*}=200\,[f(Y/Y_{n})-f(Z/Z_{n})]}
де
{\displaystyle f(t)={\begin{cases}t^{1/3},&t>(6/29)^{3}\\{\frac {1}{3}}\left({\frac {29}{6}}\right)^{2}t+{\frac {4}{29}}\end{cases}}}
Значення {\displaystyle X_{n}},{\displaystyle Y_{n}} и {\displaystyle Z_{n}} — це координати білої точки в значеннях CIE XYZ (буква n означає «нормалізована»).
Поділ функції {\displaystyle f(t)} на два проміжки було зроблено, щоб уникнути точки нескінченної сингулярності при {\displaystyle t=0}. {\displaystyle f(t)} -лінійна при значеннях менших {\displaystyle t=t_{0}}, і відповідає {\displaystyle t^{1/3}} на проміжку {\displaystyle t_{0}}. Іншими словами:
{\displaystyle t_{0}^{1/3}\,} {\displaystyle =\,} {\displaystyle at_{0}+b\,} (відповідає значенню)
{\displaystyle 1/(3t_{0}^{2/3})\,} {\displaystyle =\,} {\displaystyle a\,} (відповідає кривій)
Значення {\displaystyle b} вибрано 16/116. Наведені вище рівняння можуть бути вирішені для {\displaystyle a} і {\displaystyle t_{0}}:
{\displaystyle a\,} {\displaystyle =\,} {\displaystyle 1/(3\delta ^{2})\,} {\displaystyle =7.787037\cdots }
{\displaystyle t_{0}\,} {\displaystyle =\,} {\displaystyle \delta ^{3}\,} {\displaystyle =0.008856\cdots }
де {\displaystyle \delta =6/29}.
Зауважимо, що {\displaystyle 16/116=2\delta /3}
Зворотне перетворення L*a*b* -> XYZ
Формули зворотнього перетворення (при {\displaystyle \delta =6/29}) будуть наступними:
1. задати {\displaystyle f_{y}\ {\stackrel {\mathrm {def} }{=}}\ (L^{*}+16)/116}
2. задати {\displaystyle f_{x}\ {\stackrel {\mathrm {def} }{=}}\ f_{y}+a^{*}/500}
3. задати {\displaystyle f_{z}\ {\stackrel {\mathrm {def} }{=}}\ f_{y}-b^{*}/200}
4. якщо {\displaystyle f_{y}>\delta \,} то {\displaystyle Y=Y_{n}f_{y}^{3}\,} інакше {\displaystyle Y=(f_{y}-16/116)3\delta ^{2}Y_{n}\,}
5. якщо {\displaystyle f_{x}>\delta \,} то {\displaystyle X=X_{n}f_{x}^{3}\,} інакше {\displaystyle X=(f_{x}-16/116)3\delta ^{2}X_{n}\,}
6. якщо {\displaystyle f_{z}>\delta \,} то {\displaystyle Z=Z_{n}f_{z}^{3}\,} інакше {\displaystyle Z=(f_{z}-16/116)3\delta ^{2}Z_{n}\,}

## Практичний зміст значень Lab
У колірному просторі Lab значення світлості відокремлено від значення хроматичної складової кольору (відтінок, насиченість). Світлість задана координатою L (змінюється від 0 до 100, тобто від найтемнішого до найсвітлішого), хроматична складова — двома декартовими координатами a и b.
(Перша позначає положення кольору в діапазоні від зеленого до червоного, друга — від синього до жовтого.)

## Використання Lab
На відміну від кольорових просторів RGB чи CMYK, які є, по суті, набором апаратних даних для відтворення кольору на папері чи на екрані монітора, Lab однозначно визначає колір. Тому Lab широко використовується в програмному забезпеченні для обробки зображень як проміжного кольорового простору, через який проходить конвертування даних між іншими кольоровими просторами (наприклад, з RGB сканера в CMYK печатного процесу). При цьому особливі властивості Lab зробили редагування в цьому просторі потужним інструментом корекції кольору.
Завдяки характеру визначення кольору в Lab з'являється можливість окремо впливати на яскравість, контраст зображення і на його колір. У багатьох випадках це дозволяє прискорити обробку зображень. Lab надає можливість вибіркового впливу на окремі кольори в зображенні, посилення кольорового контрасту, незамінними є можливості, які цей колірний простір надають для боротьби із шумом на цифрових фотографіях.

## Недоліки і критика LAB
Зважаючи на те, що в перетворенні із XYZ в LAB використовуються формули, що містять кубічні корені, LAB являє собою сильно нелінійну систему. Це ускладнює застосування звичних операцій над 3-мірними векторами в цьому колірному просторі.